# Kanton Mortain
Der Kanton Mortain war von 1790 bis 2015 ein französischer Kanton im Arrondissement Avranches, im Département Manche und in der Region Normandie; sein Hauptort war Mortain.

## Gemeinden
Der Kanton bestand aus zehn Gemeinden:
| Gemeinde                 | Einwohner Jahr | Fläche km² | Bevölkerungsdichte | Code INSEE | Postleitzahl |
| ------------------------ | -------------- | ---------- | ------------------ | ---------- | ------------ |
| Bion                     | 397 (2013)     | –          | – Einw./km²        | 50056      | 50140        |
| Fontenay                 | 327 (2013)     | –          | – Einw./km²        | 50189      | 50140        |
| Mortain-Bocage           | 3.153 (2013)   | –          | – Einw./km²        | 50359      | 50140        |
| Le Neufbourg             | 428 (2013)     | –          | – Einw./km²        | 50371      | 50140        |
| Notre-Dame-du-Touchet    | 632 (2013)     | –          | – Einw./km²        | 50381      | 50140        |
| Romagny Fontenay         | 1.346 (2013)   | –          | – Einw./km²        | 50436      | 50140        |
| Saint-Barthélemy         | 332 (2013)     | –          | – Einw./km²        | 50450      | 50140        |
| Saint-Clément-Rancoudray | 547 (2013)     | –          | – Einw./km²        | 50456      | 50140        |
| Saint-Jean-du-Corail     | 252 (2013)     | –          | – Einw./km²        | 50494      | 50140        |
| Villechien               | 187 (2013)     | –          | – Einw./km²        | 50638      | 50140        |